# Eutelia blandula
Eutelia blandula là một loài bướm đêm trong họ Noctuidae.